# Ludwig Claisen

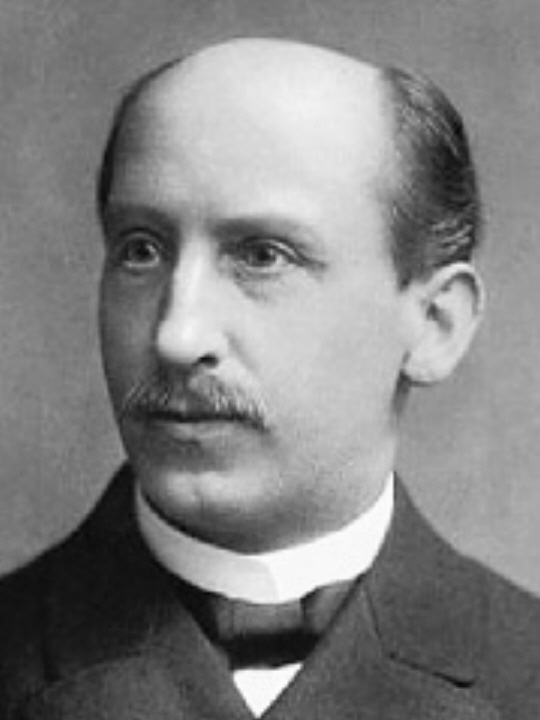
Ludwig Claisen in Kiel

Ludwig Rainer Claisen (* 14. Januar 1851 in Köln; † 5. Januar 1930 in Godesberg, heute Bonn) war ein deutscher Chemiker. Er entdeckte die Claisen-Kondensation, die Claisen-Tiščenko-Reaktion sowie die Claisen-Umlagerung.

## Leben
Ludwigs Vater war ein angesehener Justizrat und Notar in Köln. Mit seinen Brüdern besuchte er ein altsprachliches katholisches Gymnasium in Köln, das er 1869 mit dem Abitur verließ. Er studierte von 1869 bis 1871 Chemie an der Universität Bonn bei Theophil Engelbach, von 1871 bis 1873 bei Hans Hübner, Friedrich Wöhler und Bernhard Tollens in Göttingen Chemie. Nach der Promotion zum Dr. phil. im Jahr 1875 mit der Arbeit Beiträge zur Kenntniss des Mesityloxyds und des Phorons in Bonn bei August Kekulé wurde er zunächst dessen Assistent.
Im Jahr 1878 habilitierte er sich dort und wurde anschließend als Privatdozent übernommen. Ab 1881 befasste sich Claisen mit der Umsetzung von Malonsäureestern mit Ketonen. Später untersuchte er mit seinen Schülern die Umsetzung von Acetessigester mit Ketonen und Aldehyden.
Für einige Jahre ging er an das Owens College in Manchester und anschließend als Mitarbeiter von Adolf von Baeyer nach München. 1890 folgte er einem Ruf zur RWTH Aachen, wo er zum Ordinarius für Chemie für die Hauptarbeitsgebiete Synthetische Organische Chemie und Tautomerie-Erscheinungen (Claisensche Sauerstoff-Allyl, Kohlenstoff-Allylumlagerung) ernannt wurde. Im Jahr 1897 wechselte Claisen zur Universität Kiel, wo er bereits 1902 aus gesundheitlichen Gründen emeritiert wurde. Zwei Jahre später zog es ihn für einige Zeit zur Universität Berlin, um dort seine begonnenen Forschungen über die Wirkung von Natriumamid bei Kondensationen abzuschließen. Danach zog es ihn endgültig wieder zurück ins Rheinland, wo er ein privates Laboratorium betrieb.

## Werk
Im Jahr 1877 erschien seine Arbeit Untersuchungen über organische Säurecyanide. In dieser Arbeit wurde die leichte Umwandelbarkeit von Benzoylcyanid zu Benzoylameisensäure und Acetylcyanid zu Brenztraubensäure gezeigt. In seiner Habilitationsschrift wurde auch eine Darstellung von Isatin, einer Vorstufe des Indigos, aufgezeigt.
1881 entdeckte er die heute nach ihm benannte Claisen-Kondensation von Carbonsäureestern und die Claisen-Tiščenko-Reaktion zur Herstellung von Carbonsäureestern aus Aldehyden. Schon im Ruhestand entdeckte er die ebenfalls nach ihm benannte Claisen-Umlagerung von Phenylallylethern in o-Allylphenole.

## Ehrungen und Auszeichnungen
Ludwig Claisen war Mitglied der Bayerischen Akademie der Wissenschaften sowie Ehrenmitglied des Vereins deutscher Chemiker und wurde für seine Verdienste unter anderem zum Dr. Ing. E. h. der RWTH Aachen ernannt. Im Jahr 1881 wurde er zum Mitglied der Leopoldina gewählt.
Nach ihm sind mehrere Laborgeräte benannt, die Claisenbrücke, eine Destillierbrücke, die neben einer Öffnung für ein Thermometer eine weitere für eine Siedekapillare enthält, manchmal auch als Claisen-Aufsatz ausgeführt, der keinen Kühler enthält, und der Claisen-Kolben, bei dem ein Claisen-Aufsatz mit einem Kolben (meist als Spitzkolben ausgeführt) kombiniert ist.